# روی کستل
روی کستل (انگلیسی: Roy Castle; ۳۱ اوت ۱۹۳۲ – ۲ سپتامبر ۱۹۹۴) کمدین، هنرپیشه، رقصنده، مجری تلویزیون، بازیگر سینما، خواننده، نوازنده ترومپت و بازیگر تلویزیون اهل بریتانیا بود. وی بین سال‌های ۱۹۵۳ تا ۱۹۹۴ میلادی فعالیت می‌کرد.
از فیلم‌ها یا برنامه‌های تلویزیونی که وی در آن نقش داشته‌است می‌توان به ادامه بده… تا بالای خیبر اشاره کرد.